# Andrea Giaccone
Andrea Giaccone (Savigliano, 8 ottobre 1976) è un politico italiano.

## Biografia
Iscritto alla Lega Nord, è stato consigliere comunale di Asti dal 2001 al 2002 e dal 2007 al 2009 e assessore all'Urbanistica dal 2017 al 2018.

### Elezione a deputato
Alle elezioni politiche del 2018 viene candidato alla Camera dei deputati nel collegio uninominale di Piemonte 2 - 06 (Asti), sostenuto dalla coalizione di centro-destra in quota Lega - Salvini premier, risultando eletto ottenendo il 45,71% pari a 62.509 preferenze.
Il 21 giugno 2018 viene eletto presidente dell'11° Commissione Lavoro pubblico e privato della Camera.
Alle elezioni politiche anticipate del 2022 viene ricandidato alla Camera, venendo rieletto deputato.